# KEVA Planks
KEVA Planks são blocos empilháveis de madeira feitos para crianças e adultos. Cada bloco é uma peça de bordo com aproximadamente 6.35 mm x 19.05mm x 114.30mm. Eles são uma cópia do kapla.